# Heinz und Heide Dürr Stiftung
Die Heinz und Heide Dürr Stiftung ist eine gemeinnützige Stiftung in Deutschland, die sich regional und bundesweit für die Förderung von Projekten in den Bereichen Wissenschaft und Forschung, Bildung und Soziales sowie Kunst und Kultur einsetzt. Im Fokus der Stiftung mit Sitz in Berlin stehen Themen, die sich mit der Entwicklung des Menschen und der Gesellschaft im Kontext von Wissenschaft, Bildung und Kultur beschäftigen.

## Geschichte
Die Heinz und Heide Dürr Stiftung wurde im Dezember 1998 von dem Unternehmerehepaar Heinz Dürr und Heide Dürr gegründet, zunächst als Stiftung GmbH. Durch Stiftungsgeschäft vom 23. Mai 2013 wurde sie als rechtsfähige Stiftung des bürgerlichen Rechts im Sinne des StiftG Bln mit Sitz in Berlin errichtet. Sie ist Rechtsnachfolgerin der 1998 gegründeten Heinz und Heide Dürr Stiftung GmbH. 1999 erfolgte die Aufnahme der Stiftungsarbeit. Gemäß Stifterwillen engagiert sich die Stiftung in einem breit gefächerten Themenspektrum mit dem Fokus auf der Entwicklung des Menschen und der Gesellschaft.
Gefördert und finanziert werden bundesweit Projekte in den Bereichen Wissenschaft und Forschung, Bildung und Soziales und Kunst und Kultur mit Schwerpunkt auf dem deutschsprachigen Theater. Die Stiftung verfügt über ein Vermögen von 2,4 Mio. Stück Aktien der Dürr AG, aus deren Dividendenerträgen die Projekte finanziert werden. Die Stiftungsmittel verteilen sich auf die Stiftungszwecke wie folgt: 35 % für Wissenschaft und Forschung, 50 % für Bildung und Soziales und 15 % für Kunst und Kultur. Einen Schwerpunkt im Bereich Bildung verfolgt die Stiftung seit dem Jahr 2000 mit dem Ansatz der sogenannten Early Excellence Centre, die in Kindertagesstätten und Grundschulen auf die kindliche Potenzialentfaltung sowie auf eine Stärkung der Elternkompetenz setzen. Die operative Geschäftsstelle der Stiftung befindet sich im Stiftungsbüro am Berliner Gendarmenmarkt. Bundesweit verfügt die Stiftung über sechs Early Excellence-Fachberatungen und -Koordinatoren und Koordinatorinnen in Berlin, Hannover, Stuttgart und Frankfurt am Main.

## Gremien und Mitarbeitende (Stand 4/2024)

### Aufsichtsrat
- Hans Eike von Oppeln-Bronikowski (Vorsitzender)
- Heide Dürr (stellv. Vorsitzende)
- Katrin Schlecht

### Vorstand
- Isa Baumgarten (Vorsitzende)
- Héloïse Brice (stellv. Vorsitzende)

### Kuratorium
- Karoline Dürr (Vorsitzende)
- Annette Lepenies (stellv. Vorsitzende)
- Irene Bazinger
- Justine Brice
- Alexandra Dürr
- Camilo Dürr
- Nicole Dürr
- Andreas Liebl
- Rita Marx

### Mitarbeitende und Projekte
Mit neun Mitarbeitenden ist die Stiftung sowohl fördernd als auch operativ tätig. Es werden Projekte in den Bereichen Forschung, Bildung und Kultur begleitet. Jährlich fließen ca. zwei Millionen Euro in die Stiftungsarbeit.

## Stiftungszweck und Förderfokus
Zweck der Stiftung ist die Förderung von drei Schwerpunkten:

### Wissenschaft und Forschung
Es werden Forschungsprojekte, insbesondere auf den Gebieten der Humangenetik und der Molekularbiologie, der Digitalisierung sowie der Umwelttechnik und Energie durchgeführt. Die Stiftung kann zur Verwirklichung dieses Zwecks auch Stipendien vergeben, wissenschaftliche Veranstaltungen durchführen und Preise für besondere Leistungen auf den genannten Gebieten ausloben.

### Bildung und Soziales
Die Stiftung fördert gemäß dem Konzept der Early Excellence Centre (EEC) Ansätze für eine Verbesserung der Betreuungsqualität in Kindertagesstätten und Grundschulen und setzt sich für die frühe Förderung individueller Potenziale von Kindern unter Einbindung ihrer Eltern ein.

### Kunst und Kultur
Im Rahmen ihres Stiftungszweckes fördert die Stiftung überwiegend in Berlin Kunst- und Kulturprojekte. Durch Kooperationen werden Theaterprojekte und vor allem Autorinnen und Autoren bei der Entwicklung neuer Theaterstücke und deren Erstinszenierung unterstützt.

## Netzwerk
Die Stiftung hat mehr als 100 Netzwerk-, Projekt- und Kooperationspartnerschaften, die zusammen an der Umsetzung der Stiftungszwecke arbeiten.

## Publikationen
- Bensmann, Ulrich, Kühnel, Barbara, Möller-Frommann: Growing Together Groups nach dem Early Excellence-Ansatz, Schriftenreihe V, Heinz und Heide Dürr Stiftung, Berlin 2021, 1. Auflage.
- Gebert, Susanne, Kühnel, Barbara: Familien- und Situationsbücher im Early Excellence-Ansatz, Schriftenreihe VI, Heinz und Heide Dürr Stiftung, Berlin 2021, 1. Auflage.
- Geib, Franziska: Praktiken der Inklusion. Rekonstruktive Inklusionsforschung in Early Excellence-Einrichtungen in Deutschland. Dohrmann-Verlag, Berlin 2020, 1. Auflage, ISBN 978-3-938620-52-6.
- Günther, Anja, Marx, Rita, Palloks, Kerstin: Bildungsprozesse im Übergang von der Kita in die Grundschule. Eine Evaluationsstudie zum Early Excellence-Ansatz in Deutschland. Dohrmann-Verlag, Berlin 2017, 1. Auflage, ISBN 978-3-938620-44-1.
- 20 Jahre, viele Projekte. Kostenfreie Jubiläumsbroschüre der Projektpartner der Heinz und Heide Dürr Stiftung, Heinz und Heide Dürr Stiftung, Berlin 2019, 1. Auflage.[11]
- Familien im Zentrum. Kostenfreie Broschüre, Heinz und Heide Dürr Stiftung, Berlin 2019, 1. Auflage.
- Kerle, Anja: Armut und Early Excellence, Schriftenreihe VIII, Heinz und Heide Dürr Stiftung, Berlin 2022, 1. Auflage.
- Kluge, Lucie: Kindertagesbetreuung, Soziale Arbeit und der Early Excellence-Ansatz, Schriftenreihe VII, Heinz und Heide Dürr Stiftung, Berlin 2022, 1. Auflage
- Kühnel, Barbara, Hoch, Nora, Reichardt, Helen Ann: Die Heinz und Heide Dürr Stiftung trifft das GRIPS Theater. Heinz und Heide Dürr Stiftung, Berlin 2018, 1. Auflage.
- Pädagogische Strategien im Early Excellence-Ansatz, Arbeitsblätter A3, in acht Sprachen, Heinz und Heide Dürr Stiftung, 1. Auflage 2015.
- Qualität in der frühkindlichen Bildung. Kostenfreie Broschüre, Heinz und Heide Dürr Stiftung, Berlin 2017, 1. Auflage.
- Burdorf-Schulz, Jutta: Von der Kita zum Familienzentrum nach dem Early Excellence-Ansatz. Schriftenreihe III, Heinz und Heide Dürr Stiftung, Berlin 2017, 1. Auflage.
- Baumgarten, Isa, Kühnel, Barbara: Early Excellence ‒ Ein Programm für Deutschland. Heinz und Heide Dürr Stiftung, Berlin 2016, 3. überarbeitete Auflage (in Druck).
- Baumgarten, Isa, Kühnel, Barbara, Ostrop, Anne-Kathrin: Die Heinz und Heide Dürr Stiftung trifft die Komische Oper Berlin. Heinz und Heide Dürr Stiftung, Berlin 2016, 1. Auflage.
- Lepenies, Annette: Pädagogische Strategien im Early Excellence-Ansatz. Schriftenreihe II, Heinz und Heide Dürr Stiftung, Berlin 2015, 1. Auflage.
- Saumweber, Sasha Katja: Schemas im Early Excellence-Ansatz. Schriftenreihe I, Heinz und Heide Dürr Stiftung, Berlin 2014, 1. Auflage.
- Wie Kinder lernen. Material zur Ausstellung, Heinz und Heide Dürr Stiftung, Berlin 2014, 1. Auflage.